# Balkan Cup 1929/1931
Balkan Cup 1929/1931 – pierwsza edycja piłkarskiego turnieju towarzyskiego krajów bałkańskich – Balkan Cup, który odbywał się od 6 października 1929 do 29 listopada 1931. Zwyciężyła reprezentacja Rumunii z dorobkiem 10 punktów. Mecze odbywały się w 5 miastach – Sofii, Belgradzie, Zagrzebiu, Atenach i Bukareszcie.

## Tabela końcowa
| Drużyna    | Mecze | Zwycięstwa | Remisy | Porażki | Bramki strzelone | Bramki stracone | +/− | Pkt |
| ---------- | ----- | ---------- | ------ | ------- | ---------------- | --------------- | --- | --- |
| Rumunia    | 6     | 5          | 0      | 1       | 26               | 13              | +13 | 10  |
| Jugosławia | 6     | 3          | 0      | 3       | 12               | 9               | +3  | 6   |
| Grecja     | 6     | 2          | 0      | 4       | 13               | 20              | −7  | 4   |
| Bułgaria   | 6     | 2          | 0      | 4       | 10               | 19              | −9  | 4   |

## Rezultaty
| 6 października 1929  |       |            |
| Rumunia              | 2 : 1 | Jugosławia |
| 26 stycznia 1930     |       |            |
| Grecja               | 2 : 1 | Jugosławia |
| 25 maja 1930         |       |            |
| Rumunia              | 8 : 1 | Grecja     |
| 12 października 1930 |       |            |
| Bułgaria             | 5 : 3 | Rumunia    |
| 16 listopada 1930    |       |            |
| Bułgaria             | 0 : 3 | Jugosławia |
| 7 grudnia 1930       |       |            |
| Grecja               | 6 : 1 | Bułgaria   |
| 15 marca 1931        |       |            |
| Jugosławia           | 4 : 1 | Grecja     |
| 19 kwietnia 1931     |       |            |
| Jugosławia           | 1 : 0 | Bułgaria   |
| 10 maja 1931         |       |            |
| Rumunia              | 5 : 2 | Bułgaria   |
| 28 czerwca 1931      |       |            |
| Jugosławia           | 2 : 4 | Rumunia    |
| 25 października 1931 |       |            |
| Bułgaria             | 2 : 1 | Grecja     |
| 29 listopada 1931    |       |            |
| Grecja               | 2 : 4 | Rumunia    |

## Zwycięzca
| Zwycięzca Balkan Cup w sezonie 1929/31 |
| -------------------------------------- |
| Rumunia I. tytuł                       |